# Re’uwen Atar
Re’uwen Atar (hebr. רְאוּבֵן עטר, ur. 3 stycznia 1969 w Tirat Karmel) – izraelski piłkarz grający na pozycji pomocnika. W reprezentacji Izraela rozegrał 32 mecze, w których strzelił 3 gole.

## Kariera klubowa
Swoją karierę piłkarską Atar rozpoczął w klubie Maccabi Hajfa. W 1986 roku awansował do pierwszej drużyny Maccabi. W sezonie 1986/1987 zadebiutował w niej w rozgrywkach pierwszej ligi izraelskiej. W sezonie 1988/1989 wywalczył z Maccabi swoje pierwsze w karierze mistrzostwo Izraela. Z kolei w sezonie 1990/1991 sięgnął po dublet - mistrzostwo oraz Puchar Izraela. W sezonie 1992/1993 ponownie zdobył puchar kraju, a w sezonie 1993/1994 wywalczył mistrzostwo.
W 1994 roku Atar odszedł z Maccabi Hajfa do Hapoelu Hajfa. Wiosną 1997 ponownie grał w Maccabi Hajfa. Z kolei w sezonie 1997/1998 występował najpierw w Hapoelu Hajfa, a następnie w Beitarze Jerozolima, z którym został mistrzem Izraela. W sezonie 1998/1999 grał w Hapoelu Petach Tikwa. W sezonie 1999/2000 występował w trzech klubach, najpierw Hapoelu Hajfa, następnie w Beitarze Jerozolima, a na końcu w Maccabi Hajfa, z którym wywalczył wicemistrzostwo kraju. W sezonach 2000/2001 i 2001/2002 dwukrotnie z rzędu został mistrzem kraju z Maccabi. W sezonie 2002/2003 grał w Maccabi Netanja. Po sezonie zakończył karierę.
| Sezon   | Klub                | Kraj   | Rozgrywki   | Mecze | Bramki |
| ------- | ------------------- | ------ | ----------- | ----- | ------ |
| 1986/87 | Maccabi Hajfa       | Izrael | Liga Leumit | 4     | 1      |
| 1987/88 | Maccabi Hajfa       | Izrael | Liga Leumit | 16    | 2      |
| 1988/89 | Maccabi Hajfa       | Izrael | Liga Leumit | 27    | 8      |
| 1989/90 | Maccabi Hajfa       | Izrael | Liga Leumit | 23    | 2      |
| 1990/91 | Maccabi Hajfa       | Izrael | Liga Leumit | 30    | 15     |
| 1991/92 | Maccabi Hajfa       | Izrael | Liga Leumit | 28    | 13     |
| 1992/93 | Maccabi Hajfa       | Izrael | Liga Leumit | 31    | 10     |
| 1993/94 | Maccabi Hajfa       | Izrael | Liga Leumit | 37    | 8      |
| 1994/95 | Hapoel Hajfa        | Izrael | Liga Leumit | 19    | 5      |
| 1995/96 | Maccabi Hajfa       | Izrael | Liga Leumit | 27    | 21     |
| 1996/97 | Hapoel Hajfa        | Izrael | Liga Leumit | 6     | 1      |
| 1996/97 | Maccabi Hajfa       | Izrael | Liga Leumit | 18    | 6      |
| 1997/98 | Hapoel Hajfa        | Izrael | Liga Leumit | 11    | 4      |
| 1997/98 | Beitar Jerozolima   | Izrael | Liga Leumit | 1     | 0      |
| 1998/99 | Hapoel Petach Tikwa | Izrael | Liga Leumit | 27    | 5      |
| 1999/00 | Hapoel Hajfa        | Izrael | Ligat ha’Al | 5     | 2      |
| 1999/00 | Beitar Jerozolima   | Izrael | Ligat ha’Al | 16    | 5      |
| 1999/00 | Maccabi Hajfa       | Izrael | Ligat ha’Al | 13    | 2      |
| 2000/01 | Maccabi Hajfa       | Izrael | Ligat ha’Al | 35    | 3      |
| 2001/02 | Maccabi Hajfa       | Izrael | Ligat ha’Al | 18    | 1      |
| 2002/03 | Maccabi Netanja     | Izrael | Ligat ha’Al | 21    | 9      |

## Kariera reprezentacyjna
W reprezentacji Izraela Atar zadebiutował 8 lutego 1989 roku w zremisowanym 3:3 towarzyskim meczu z Walią, rozegranym w Ramat Gan. W swojej karierze grał w eliminacjach do MŚ 1990, do MŚ 1994, do Euro 96 i do MŚ 1998. Od 1989 do 1997 roku rozegrał w kadrze narodowej 32 mecze i strzelił w nich 3 gole.

## Kariera trenerska
Po zakończeniu kariery piłkarskiej Atar został trenerem. W 2004 roku został trenerem Maccabi Netanja. Wywalczył z nim wicemistrzostwo drugiej ligi oraz wygrał Toto Cup. Następnie w 2006 roku pracował w Maccabi Herclijja, ale jeszcze w tym samym roku wrócił do Maccabi Netanja. W sezonach 2006/2007 i 2007/2008 doprowadził go do wywalczenia wicemistrzostwa Izraela. W latach 2008–2009 prowadził Beitar Jerozolima, z którym zdobył Puchar Izraela. W latach 2009–2012 ponownie prowadził Maccabi Netanja. W 2012 roku był trenerem Maccabi Hajfa, a w 2013 - Maccabi Netanja. Z kolei w latach 2014–2015 prowadził Hapoel Hajfa.